# US Indoors 1971
Lo US Indoors 1971 è stato un torneo di tennis giocato sul sintetico indoor. È stata la 64ª edizione del torneo, che fa parte del Virginia Slims Circuit 1971. Si è giocato a Detroit negli USA dal 21 al 27 marzo 1971.

## Campionesse

### Singolare
Billie Jean King ha battuto in finale  Rosie Casals con il punteggio di 3–6, 6–1, 6–2

### Doppio
Mary-Ann Eisel /  Valerie Ziegenfuss hanno battuto in finale  Judy Tegart Dalton /  Jane Bartkowicz con il punteggio di 2–6, 6–2, 6–3